# تپه قلعه قندر قالو
تپه قلعه قندر قالو مربوط به دوران‌های تاریخی پس از اسلام است و در شهرستان زنجان، روستای قندرقالو واقع شده و این اثر در تاریخ ۵ آذر ۱۳۸۰ با شمارهٔ ثبت ۴۲۴۸ به‌عنوان یکی از آثار ملی ایران به ثبت رسیده است.